# Onthophagus poeophagus
Onthophagus poeophagus är en skalbaggsart som beskrevs av Kabakov 1979. Onthophagus poeophagus ingår i släktet Onthophagus och familjen bladhorningar. Inga underarter finns listade i Catalogue of Life.